# 吉本冰原島峰
85°31′S 127°36′W / 85.517°S 127.600°W
吉本冰原島峰（英語：Gibbon Nunatak）是南極洲的冰原島峰，位於瑪麗伯德地，處於威斯康辛山脈北面，美國地質調查局根據測量和該國海軍的空中照片繪入地圖，現時由南極條約體系管理。